# 馬頭 (倫敦)
馬頭（英語：Nag's Head）是一個位於英國倫敦伊斯灵顿区霍洛威的城鎮。

## 名稱
名稱來自一家位於該地的名爲馬頭的英式酒吧，該酒吧於2004年关闭。

## 行政中心
馬頭鎮中心位於莫里森马莎百货和塞尔比百货之間，由馬頭镇中心管理小组管理。

## 经济
倫敦計劃将该地区确定为大伦敦35个主要中心之一。該地的购物和娱乐区有馬頭市场和馬頭購物中心。James Selby百货商店在此也有一家分店。 